# Arudy
Arudy – miejscowość i gmina we Francji, w regionie Nowa Akwitania, w departamencie Pireneje Atlantyckie.
Według danych na rok 1990 gminę zamieszkiwało 2537 osób, a gęstość zaludnienia wynosiła 90 osób/km² (wśród 2290 gmin Akwitanii Arudy plasuje się na 173. miejscu pod względem liczby ludności, natomiast pod względem powierzchni na miejscu 312.).